# Florian Schäfer (Sagenforscher)
Florian Schäfer (* 14. Februar 1991 in Ehringshausen) ist ein deutscher Sagenforscher und Schriftsteller.

## Biografie
Schäfer studierte Biologie in Gießen und Internationalen Naturschutz in Göttingen und Lincoln, Neuseeland. Er arbeitete in zahlreichen interdisziplinären Projekten im Schnittbereich Tiermanagement, Kommunikation und Wissenschaftsvermittlung. Neben Forschungs- und Studienaufenthalten in Mexiko und Neuseeland kuratierte er 2018 am Naturkundemuseum Erfurt die Ausstellung „Gejagt - gefangen - getötet: Illegaler Vogelfang in Europa“.
Nach autodidaktischer Weiterbildung im Bereich Erzählforschung und europäische Ethnologie gründete Schäfer 2017 in Zusammenarbeit mit dem Verein Zeitsprünge das Kulturprojekt Forgotten Creatures mit dem Ziel, die Natur- und Kulturgeschichte historischer Fabelwesen und Sagengestalten aufzuarbeiten und einer breiten Öffentlichkeit zugänglich zu machen. Dies geschieht durch Vorträge, Lesungen und Publikationen, sowie lebensgroßen, von Schäfer auf Basis historischer Texte rekonstruierte Skulpturen mythologischer Wesen. Diese Skulpturen dienen als Exponate zur niedrigschwelligen Vermittlung kultureller und historischer Inhalte und wurden in zahlreichen Ausstellungen gezeigt. Mitglieder des Teams sind die Volkskundlerin und Erzählforscherin Janin Pisarek (* 1990) und die Fotografin Hannah Gritsch.
Insbesondere das Sachbuch „Fabeltiere“ wurde in der deutschen Fachpresse gewürdigt. Seit 2023 schreibt Schäfer Fantasyromane, denen ebenfalls der europäische Märchen- und Sagenschatz zugrunde liegt und die von Elif Siebenpfeiffer illustriert werden.

## Ausstellungen
Im Museum Denkräume für Kulturgeschichte(n) in Hann. Münden befindet sich die Dauerausstellung Kabinett der Kreaturen (gemeinsam mit Dr. Wolfs Wunderkammer).
- 2018/19: Werkschau Vergessene Kreaturen – Stadtbibliothek Erfurt[7]
- 2019: Kunstfestival Denkmal Kunst Kunst Denkmal – Stadt Hann. Münden – zusammen mit Dr. Wolfs Wunderkammer. Ausgezeichnet mit dem Publikumspreis.[8]
- 2020–2024: Wanderausstellung Hausgeister!, kleinere Museen in Deutschland

## Literarische Werke
Romane
- mit Elif Siebenpfeiffer: Fast verschwundene Fabelwesen. Die sagenhafte Expedition des Konstantin O. Boldt. arsEdition, München 2023, ISBN 978-3-8458-4749-8.
- mit Elif Siebenpfeiffer: Verborgene Fabelwesen der Meere: Die zweite sagenhafte Expedition des Konstantin O. Boldt. arsEdition, München 2024, ISBN 978-3-8458-5973-6.
- mit Elif Siebenpfeiffer: Aufstand der Fabelwesen: Die dritte sagenhafte Expedition des Konstantin O. Boldt arsEdition, München (wird 26. September 2025 erscheinen) ,

Sachliteratur
- mit Janin Pisarek: Hausgeister. Fast vergessene Gestalten der deutschsprachigen Märchen- und Sagenwelt. Böhlau, Köln 2020, ISBN 978-3-412-52020-5.
- mit Janin Pisarek: Hausgeister. Household Spirits of German Folklore (Wool of Bat). Eye of Newt Books, ISBN 978-1-77779-181-0.
- mit Janin Pisarek: Fabeltiere. Tierische Fabelwesen der deutschsprachigen Mythen, Märchen und Sagen. Böhlau, Köln 2023, ISBN 978-3-412-52757-0.

Wissenschaftliche Aufsätze (Im Bereich Erzählforschung)
- German-Speaking Europe: Moosweiblein, Wichtel and Nixen. In: Simon Young, Davide Ermacora (Hrsg.): The Exeter Companion to Fairies, Nereids, Trolls and Other Social Supernatural Beings: European Traditions, Exeter: Exeter University Press (Exeter New Approaches to Legend, Folklore and Popular Belief), 2024, S. 155–172.

Auftritte in Podcasts
- Mit Dr. Katharina Gedigk und Marvin Gedigk: Epochentrotter, Folge 131 »Die Geschichte des Werwolfs. Eine Sagengestalt vor Gericht«, 18. September 2024
- Mit Noemi Girgla: Sagenhafter Odenwald (Rhein-Neckar-Zeitung), Staffel IV, Folge 1 »Schwarze Hunde«, 2. August 2024
- Mit Dr. Katharina Gedigk und Marvin Gedigk: Epochentrotter, Folge 117  »Der Basilisk. Ein Fabelwesen zwischen Fantasy und Volksglauben«, 15. November 2023
- Mit Dr. Katharina Gedigk und Marvin Gedigk: Epochentrotter, Folge 91 »Der Drache. Kulturgeschichte eines Fabelwesens«, 7. Dezember 2022
- Mit Dr. Katharina Gedigk und Marvin Gedigk: Epochentrotter, Folge 57 »Woher stammt das Einhorn? Geschichte eines Fabelwesens«, 4. August 2021
- Mit Dr. Katharina Gedigk und Marvin Gedigk: Epochentrotter, Folge 36 »Vergessene Kreaturen. Aberglaube und Hausgeister in der Geschichte«, 13. Januar 2021

## Preise und Auszeichnungen
- 2019: Publikumspreis des Festivals "DenkmalKunst – KunstDenkmal" gemeinsam mit Sarah und Daniel Wolf[9]
- 2024: Seraph. Bestes phantastisches Debüt für Fast verschwundene Fabelwesen.[10]
- 2024: Auszeichnung „Buch des Jahres 2023“ der Phantastik-Couch für Fast verschwundene Fabelwesen.[11]